# Krystyna Kłosińska
Krystyna Kłosińska (ur. 1952 w Legnicy) – polska literaturoznawczyni i eseistka.

## Życiorys
Absolwentka polonistki na Uniwersytecie Śląskim w Katowicach. Doktor habilitowana, profesor nadzwyczajna na tym uniwersytecie. Wykłada również na Gender Studies Uniwersytetu Jagiellońskiego i Gender Studies w Instytucie Badań Literackich PAN. Przedmiotem jej zainteresowań jest m.in. współczesna krytyka feministyczna. Artykuły oraz recenzje publikowała m.in. w FA-Arcie, Pamiętniku Literackim, Przekładańcu i Tekstach Drugich. Jej książka Ciało, pożądanie ubranie. O wczesnych powieściach Gabrieli Zapolskiej znalazła się w finale Nagrody Literackiej Nike 2000. Za książkę Feministyczna krytyka literacka nominowana do Nagrody im. Jana Długosza w 2011.

## Książki
- Powieści o „wieku nerwowym” (Wydawnictwo Śląsk, Katowice 1988)
- Ciało, pożądanie ubranie. O wczesnych powieściach Gabrieli Zapolskiej (eFKa, Kraków 1999)[3]
- Fanzamaty. Grabiński, Prus, Zapolska (Wydawnictwo Uniwersytetu Śląskiego, Katowice 2004)
- Miniatury. Czytanie i pisanie „kobiece” (Wydawnictwo Uniwersytetu Śląskiego, Katowice 2006)
- Feministyczna krytyka literacka (Wydawnictwo Uniwersytetu Śląskiego, Katowice 2010)